# 山口県立萩高等学校
山口県立萩高等学校（やまぐちけんりつ はぎこうとうがっこう）は、山口県萩市に本校がある県立高等学校。なお、このページでは本校について紹介する。奈古分校については、「山口県立萩高等学校奈古分校」のページを参照。

## 概略
歴史
享保3年（1718年）に創建された長州藩の藩校である明倫館の流れを汲んで、明治3年（1870年）に萩中学校として創立された。また、2002年（平成14年）度から全学一斉に単位制高校に改編し、2003年（平成15年）度から2学期制を導入した。
山口高校と並んで県下で最も古い歴史を有する高校の一つである。なお、前身の藩校設立時点から数えれば、1816年（文化12年）設立の山口講堂の流れをくむ山口高校をしのいで、県下最古の学校である。
設置課程・学科
全日制課程 2学科 進学型単位制
* 普通科
* 探究科（2年次以降、人文社会科学科と自然科学科に分かれる）　※2025年度から文理探究科に名称変更
校訓
「至誠」- 1996年（平成8年）に制定。
校章
校名にちなみハギの花を背景にして、中央に「高」の文字を置いている。
校歌
作詞は安藤一郎、作曲は清瀬保二による。歌詞は3番まであり、各番に「萩高校」が登場する。1954年（昭和29年）に制定。
略称
高校の略称は、萩高「はぎこう」（以前、市外では萩工業高校と区別するため「はぎたか」と呼ばれていたが、市内では萩工業を単に「工業」と呼んでいたこともあって「はぎこう」と呼んでいた。萩商業高校と合併し山口県立萩商工高等学校となったため解消された）。

## 沿革
（沿革節の主要な出典は公式サイト）
旧制萩中学校（男子校）時代
- 享保3年（1718年） - 第六代藩主毛利吉元が萩城三の丸追廻し筋に「明倫館」を創建。
- 嘉永2年（1849年） - 第十四代藩主毛利敬親の藩政改革に伴い萩市江向へ移転。
- 文久3年（1863年） - 藩庁移転により、萩・山口に両明倫館が並立することとなる。
- 明治元年（1868年）11月 - 「萩学校」に改称。
- 明治3年（1870年）11月 - 「萩中学」に改称（創立年）。
- 明治4年（1871年）
  - 6月 - 萩中学に洋学所を設置。
  - 7月 - 廃藩置県により県立となる。
- 明治5年（1872年）10月 - 県立「萩変則中学校」と改称。
- 1873年（明治6年）5月 - 県立「萩変則小学校」と改称。
- 1874年（明治7年）11月 -  萩変則小学校を改組し「萩上等小学校」（巴城学舎）を設立。
- 1875年（明治8年）4月 - 毛利家の私立となる。
- 1878年（明治11年）5月 - 私立「山口中学校萩分校」（尋常中学科3年）となる。
- 1880年（明治13年）6月 - 「山口県立萩中学校」（尋常中学科3年）となる。
- 1883年（明治16年）5月 - 修業年限が初等中学科4年制となる。
- 1884年（明治17年）3月 - 統合により「山口県立山口中学校萩分校」となる。
- 1887年（明治20年） 
  - 3月 - 山口高等中学校の官立（国立）移管に伴い、その予備校となって「山口県立萩高等小学校別科」になる。
  - 12月 - 「阿武郡立萩学校」と改称。
- 1890年（明治23年）3月 - 防長教育会の所管となり、「私立萩学校」となる。
- 1897年（明治30年）9月 - 県立移管により「山口県尋常中学校萩分校」（修業年限4年）となる。
- 1899年（明治32年）
  - 4月 - 「山口県山口中学校萩分校」と改称（中学校令の改正により「尋常」が取り除かれる）。
  - 9月 - 「山口県萩中学校」として独立。修業年限を5年とし、堀内の新校舎に移転。
- 1901年（明治34年）
  - 1月 - 阿武郡立萩図書館を開館。校長が館長を兼任。
  - 5月 - 「山口県立萩中学校」と改称。
- 1902年（明治35年）2月 - 寄宿舎を新設。
- 1922年（大正11年）12月 - 講堂を新築。
- 1926年（大正15年）4月 - 構内の萩図書館が県立となる。
- 1936年（昭和11年）10月 - 同窓会から運動場が寄贈される。
- 1943年（昭和18年）4月 - 中等学校令の施行により、この時の入学生から修業年限が4年となる。
- 1944年（昭和19年） - 勤労動員が開始。
- 1945年（昭和20年）
  - 3月 - 4年生と5年生の合同卒業式を挙行。
    - 教育ニ関スル戦時非常措置方策により、中等学校令施行前に入学した1941年（昭和16年）と1942年（昭和17年）の入学生にも修業年限4年が適用されることになったため。

  - 4月 - 学校での授業が停止される。ただし勤労動員は継続される。
- 1946年（昭和21年）4月 - 修業年限が5年に戻る。（ただし、4年修了時点で卒業することもできた。）
- 1947年（昭和22年）4月 - 学制改革が行われる。
  - 旧制中学校の生徒募集を停止。
  - 新制中学校を併設し（以下・併設中学校）、旧制中学校1・2年修了者を新制中学校2・3年生として収容。
  - 併設中学校は経過措置としてあくまで暫定的に設置されたため、新たに生徒募集は行われず、在校生が2・3年生のみの中学校であった。
  - 旧制中学校3・4年修了者はそのまま旧制中学校に在籍し、その4・5年生となった（ただし4年修了時点で卒業することもできた）。
- 1948年（昭和23年）4月 - 学制改革により、旧制中学校が廃止され、新制高等学校「山口県立萩高等学校」（男子校）が発足。
  - 旧制中学校卒業者（5年修了者）を新制高校3年生、旧制中学校4年修了者を新制高校2年生、併設中学校卒業者（3年修了者）を新制高校1年生として収容。
  - 併設中学校を継承し、在校生が旧制中学校へ最後に入学した3年生のみとなる。
- 1949年（昭和24年）
  - 3月 - 併設中学校を廃止。
  - 4月 - 「山口県立萩北高等学校」と改称。男女共学を開始。

高等女学校時代
- 1901年（明治34年）4月 - 明倫高等小学校内に女子補習科を設置。
- 1911年（明治44年）9月 - 「阿武郡立実科高等女学校」（3年制）を設置。
- 1920年（大正9年）4月 - 「山口県萩高等女学校」（4年制）に改称。
- 1923年（大正12年）4月 - 「山口県立萩高等女学校」に改称。
- 1929年（昭和4年）10月 - 南園婦人文庫が完成。
- 1946年（昭和21年）4月 - 修業年限が5年となる（ただし4年修了時点で卒業することもできた）。
- 1947年（昭和22年）4月 - 学制改革が行われる。
  - 高等女学校の生徒募集を停止。
  - 新制中学校を併設し（以下・併設中学校）、高等女学校1・2年修了者を新制中学校2・3年生として収容。
  - 併設中学校は経過措置としてあくまで暫定的に設置されたため、新たに生徒募集は行われず、在校生が2・3年生のみの中学校であった。
  - 高等女学校3・4年修了者はそのまま高等女学校に在籍し、その4・5年生となった（ただし4年修了時点で卒業することもできた）。
- 1948年（昭和23年）4月 - 学制改革により、高等女学校が廃止され、新制高等学校「山口県立萩女子高等学校」が発足。
  - 高等女学校卒業者（5年修了者）を新制高校3年生、高等女学校4年修了者を新制高校2年生、併設中学校卒業者（3年修了者）を新制高校1年生として収容。
  - 併設中学校を継承し、在校生が高等女学校へ最後に入学した3年生のみとなる。
- 1949年（昭和24年）
  - 3月 - 併設中学校を廃止。
  - 4月 - 「山口県立萩南高等学校」と改称。男女共学を開始。

統合
- 1950年（昭和25年）
  - 4月 - 再編成により南北両校舎を統合し、「山口県立萩高等学校」となる。
    - 旧萩北高校校舎を「北校舎」、旧萩南高校校舎を「南校舎」とする。

  - 5月 - 定時制川上分校を設置。
- 1953年（昭和28年）9月 - 校旗を制定。
- 1954年（昭和29年）
  - 3月 - 定時制川上分校を廃止。
  - 9月 - 校歌を制定。
- 1957年（昭和32年）9月 - 校舎を改築。家庭科教室棟が完成。南校舎を廃止。
- 1958年（昭和33年）5月 - 同窓会館・同附属茶室・南園門・柔道場・生徒会館・保健室等が完成。
- 1960年（昭和35年）8月 - 屋内運動場（体育館）が完成。
- 1962年（昭和37年）4月 - 家庭科の生徒募集を停止。
- 1963年（昭和38年）12月 - 8教室を焼失。
- 1964年（昭和39年）3月 - 家庭科を廃止。
- 1965年（昭和40年）3月 - 焼失教室が復旧。
- 1967年（昭和42年）4月 - 補習科を設置。
- 1968年（昭和43年）8月 - 屋内ステージが完成。
- 1970年（昭和45年）
  - 8月 - 水泳プールが完成。
  - 10月 - 萩学校教員室（山口県文化財）を移築。創立100周年記念式典を挙行。
- 1972年（昭和47年）4月 - 理数科を設置。
- 1973年（昭和48年）3月 - 理科棟が完成。
- 1974年（昭和49年）11月 - 6教室を焼失。
- 1976年（昭和51年）3月 - 焼失教室跡に特別棟が完成。
- 1982年（昭和57年）7月 - 危険校舎改築第一期工事が完成。
- 1983年（昭和58年）9月 - 危険校舎改築第二期工事が完成。
- 1985年（昭和60年）
  - 1月 - 柔剣道場及び南門新築。
  - 8月 - 正門を改築。
- 1992年（平成2年）4月 - セミナーハウスが完成。
- 1993年（平成5年）5月 - 屋内運動場（体育館）が完成。
- 1998年（昭和10年）10月 - コンピューター室を設置。
- 1999年（平成11年）
  - 1月 - 礼法室・茶室を解体。
  - 3月 - 補習科を廃止。
  - 8月 - 校訓「至誠」を制定。
- 2002年（平成14年）4月 -  全学年一斉に単位制を導入。
- 2003年（平成15年）4月 - 全学年一斉に2学期制を導入。
- 2004年（平成16年）
  - 3月  - バリアフリー化工事を実施。
  - この年 - 山口県教育委員会から「高校生進学チャレンジ支援強化事業」拠点校の指定を受ける（3年間）。
- 2005年（平成17年）11月 - 旧管理棟・旧音楽練習場を解体。
- 2006年（平成18年）
  - 4月 - 普通教室棟に冷房設備を完備。
  - 7月 - 新管理棟が完成。
- 2012年（平成24年）
  - 1月 - 耐震工事が完了。
  - この年 - 独立行政法人科学技術振興機構からサイエンス・パートナーシップ・プロジェクト（SPP）の指定を受ける。
- 2016年（平成28年）
  - 4月 - 奈古分校設置。
- 2018年（平成30年）
  - 4月 - これまでの理数科を改組し、新たに 探究科（人文社会科学科・自然科学科）を設置。
- 2025年（令和7年）4月 -  探究科を文理探究科に名称変更。

## 部活動
運動部
- バスケットボール部
- テニス部
- バレーボール部
- 卓球部
- 柔道部
- 剣道部
- 陸上部
- 硬式野球部 - 1950年（昭和25年）3月に「萩北」の校名で選抜高等学校野球大会（春のセンバツ甲子園）に出場経験がある。
- ラグビー部

文化部
- 文芸部
- 合唱部
- 美術部
- JRC
- 吹奏楽部
- 新聞部
- 科学部
- 英語研究部
- 茶道部
- 生活文化部

## 著名な出身者
政治家・官僚
- 吉武恵市 - 元衆議院議員、元労働大臣、元厚生大臣、元自治大臣、初代労働事務次官
- 田中龍夫 - 元衆議院議員、元文部大臣、元通産大臣、元山口県知事
- 河村建夫 - 元衆議院議員、元内閣官房長官、元文部科学大臣、元自民党政務調査会副会長
- 山下春江 - 元衆議院議員、元参議院議員、日本初の女性議員の一人
- 野坂参三 - 元衆議院議員・元参議院議員、元日本共産党中央委員会議長
- 羽毛田信吾 - 元厚生事務次官、元宮内庁長官
- 野村興児 - 元国税局査察部長、元萩市長
- 兼原信克 - 元外交官、元内閣官房副長官補、元国家安全保障局次長
- 藤道健二 - 元萩市長

財界人
- 杉道助 - 海外市場調査会（現在のジェトロ）設立者、大阪商工会議所会頭、八木商店社長

学者
- 野坂正隆 - 工学者、元東京大学教授

文化人
- 三輪壽雪 - 陶芸家、第十一代三輪休雪、人間国宝
- 阿武天風 - 小説家
- 佐伯かよの - 漫画家
- 七瀬葵 - 漫画家
- 西村不可止 - 画家

芸能・マスコミ関係
- 長安智子 - アナウンサー
- 瀧山久志 - ミュージカル俳優
- 三留理男 - ジャーナリスト

スポーツ選手
- 椙本勝 - 元プロ野球選手
- 富恵一 - 元プロ野球選手
- 小田芳男 - 元プロ野球選手
- 阿武美和 - 柔道家

## その他
- 東門の近くにある旧職員室は明治時代に建てられたもので、県の重要文化財に指定されている。
- 山口県立山口高等学校 ： 同年に創立された山口高校との間で、創立130周年を記念して、以後、年一回、萩市から山口市までを歩く「萩往還を歩く会」というイベントが催されている。
- 福島県立会津高等学校 ： 両校の合唱部で『友情 時を越えて今』が共作され、合同合唱が行われている[2]。